# Scudderopsis baiyerensis
Scudderopsis baiyerensis är en stekelart som beskrevs av Bennett 2006. Scudderopsis baiyerensis ingår i släktet Scudderopsis och familjen brokparasitsteklar. Inga underarter finns listade i Catalogue of Life.